# Nico Tippelt

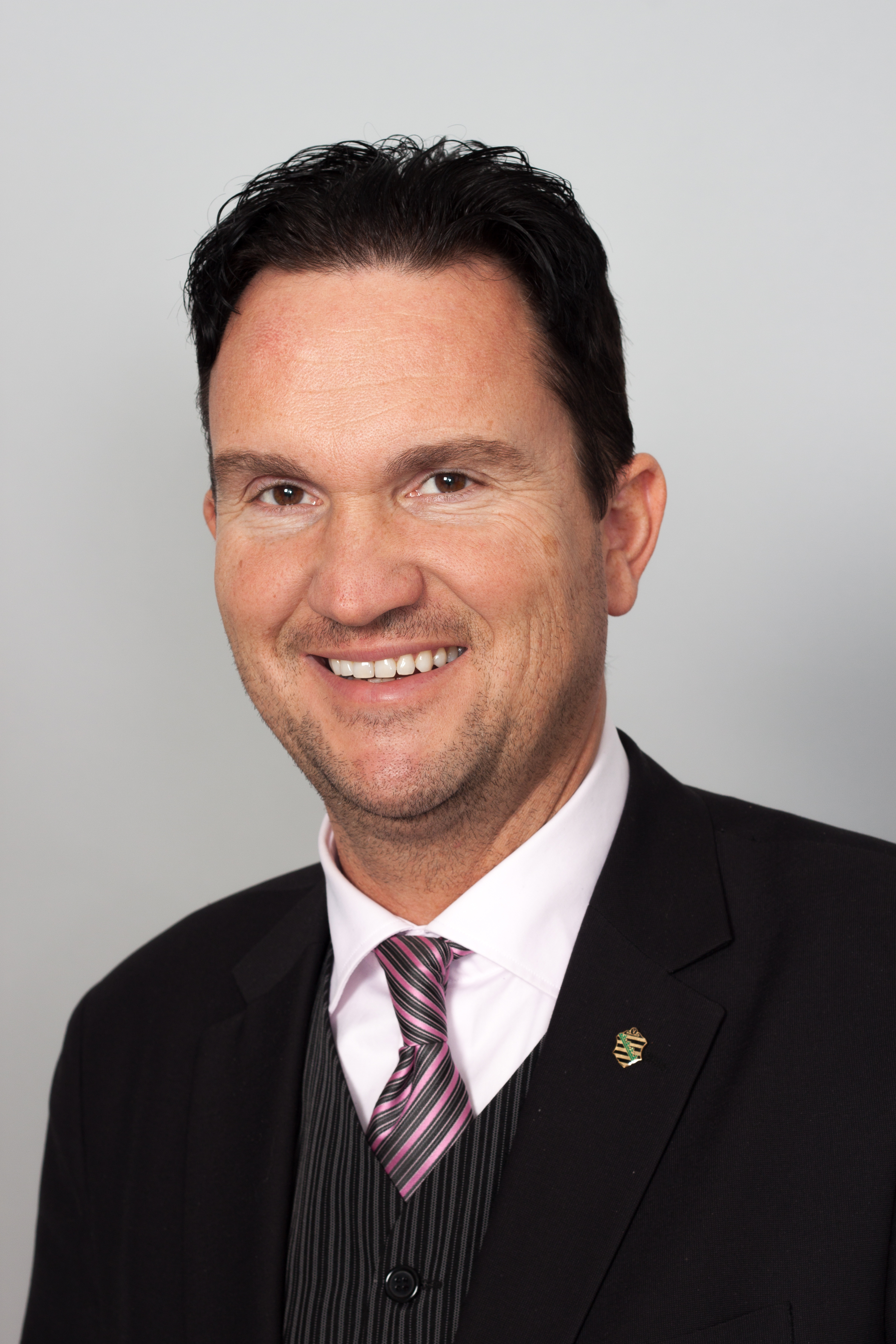
Nico Tippelt (2013)

Nico Tippelt (* 25. April 1967 in Zwickau) ist ein deutscher Politiker (FDP). Er war von 2009 bis 2014 Mitglied des Sächsischen Landtags und von 2021 bis 2025 des Deutschen Bundestags.

## Leben
1983 bis 1986 absolvierte Tippelt eine Berufsausbildung mit Abitur (Gas- und Wärmenetzmonteur). Anschließend studierte er an der Hochschule für Musik in Dresden Klavier Jazz/Rock/Pop und Musikalische Früherziehung und schloss dort mit Konzertexamen als Diplom-Musikpädagoge ab. Seit seinem Studium ist er an der Kreismusikschule Clara Wieck des Landkreises Zwickau tätig. Parallel tritt er mit der Band Casablanca auf und war zeitweise Keyboarder der DDR-Band Dialog. Im Jahr 2005 absolvierte er eine Weiterbildung zum Fachkaufmann für Marketing und Vertrieb (VWA).

## Politische Tätigkeiten
Der FDP gehört Tippelt seit 2001 an. Er war von Januar 2006 bis März 2023 Vorsitzender des Ortsverbandes Glauchau. Von 2004 bis 2008 war er Mitglied des Kreistags Chemnitzer Land und ist seit 2004 Stadtrat in Glauchau. Bei der Landtagswahl 2009 zog Tippelt über die Landesliste der FDP in den Sächsischen Landtag ein. In seiner Fraktion war er Sprecher für Hochschule, Wissenschaft und Kultur; außerdem Direktkandidat seiner Partei im Wahlkreis Zwickauer Land 2. Seit 2012 ist er Kreisvorsitzender der Zwickauer FDP. Mit dem Ausscheiden der FDP aus dem Landtag bei der Landtagswahl in Sachsen 2014 verlor er sein Abgeordnetenmandat. Bei der Bundestagswahl 2021 war er Direktkandidat für Zwickau und auf Platz fünf der sächsischen Landesliste. Er zog für seine Partei als Abgeordneter in den Deutschen Bundestag ein.
Bei der Bundestagswahl 2025 scheiterte die FDP an der Fünf-Prozent-Hürde, daher schied Tippelt aus dem Parlament aus.

## Politische Positionen
Im September 2022 stimmte er als einer von sieben Abgeordneten der FDP-Fraktion im Deutschen Bundestag gegen eine Neufassung des Infektionsschutzgesetzes der Ampel-Koalition.